# Choapa
Choapa is een provincie van Chili in de regio Coquimbo. De provincie telde 90.670 inwoners in 2017 en heeft een oppervlakte van 10.132 km². Hoofdstad is Illapel.

## Gemeenten
Choapa is verdeeld in vier gemeenten:
- Illapel
- Salamanca
- Los Vilos
- Canela